# Журавлёв, Владимир Владимирович
Владимир Владимирович Журавлёв (род. 4 декабря 1993 года) — российский пловец в ластах, трёхкратный чемпион мира.

## Карьера
Воспитанник бийского подводного спорта. Звание мастера спорта присвоено приказом министра спорта от 12 июля 2011 г. № 98-нг. В настоящее время выступает за Новосибирск. Представляет СДЮСШОР ВВС. Тренеры — Талдонова С. В., Пенькова Г. Н.
На чемпионате России 2016 года первенствовал на 100-метровке, был вторым в нырянии на 50 метров и третьим — в плавании в ластах на дистанции 50 метров, а также завоевал золото в составе новосибирской эстафетной четвёрки (Алексей Казанцев, Владимир Журавлёв, Андрей Хайрулин, Павел Кабанов).
На чемпионате мира 2016 года в греческом Волосе стал чемпионом мира в эстафете.
Приказом министра спорта РФ от 9 ноября 2016 г. № 171 нг Владимир был удостоен звания мастер спорта России международного класса.
С чемпионата мира 2018 года привёз два золота: в эстафете и в нырянии.
Приказом министра спорта РФ № 7-нг удостоен почётного звания заслуженный мастер спорта России.
Студент Сибирского государственного университета путей сообщения.